# Palminópolis
Palminópolis là một đô thị thuộc bang Goiás, Brasil. Đô thị này có diện tích 387,693 km², dân số năm 2007 là 5236 người, mật độ 9,1 người/km².